# Alden Shoe Company
Alden Shoe Company er en fodtøjsvirksomhed, der blev grundlag i 1884 af Charles H. Alden i Middleborough, Massachusetts. Alden er specialiseret i håndsyede herrestøvler i læder, som oxfords, Blüchers, loafers og Chukka boots.
I 1800-talet fandtes der hundredvis af skomagere i New England, men Aldon er i dag en af de få tilbageværende virksomheder, og det betragtes som fint gammelt firma. Mange af virsomhedens omkring 100 ansatte er anden eller tredje generation, og deres læder kommer hovedsageligt fra små garverier i Europa og USA. Deres cordovan kommer fra garvrier i USA som Horween Leather Company. Alden har brugt Horween so leverandør siden 1930, og det er deres største kunde for cordovan.
Sammen med andre Americana-mærker har Alden oplevet en genoplivningi 2000-tallets herremode. På trods af recessionen omkring 2007-2008 og en relativt høj pris for deres produkter, så er virksomheden vokset, som følge af ny interesse for traditionelle herresko og støvler.
I populærkulturen blev støvlemodellen Alden 405 (ofte omtalt som Alden "Indy" boot) brugt af Harrison Ford i rollen som Indiana Jones.